# Adriaan Ditvoorst
Adriaan Ditvoorst (Bergen op Zoom, 23 januari 1940 – aldaar, 18 oktober 1987) was een Nederlandse filmregisseur. 
Met zijn sombere, bizarre en lyrische films werd hij al snel het boegbeeld van de Nederlandse experimentele film. Zijn talent bleek ook zijn zwakte: de regisseur was zo eigenzinnig dat hij zich moeilijk kon aanpassen aan de eisen van het publiek, met als gevolg dat vrijwel al zijn films financiële tegenvallers waren. Gebrek aan succes en problemen in zijn privéleven zorgden ervoor dat hij in 1987 zelfmoord pleegde. 

## Het leven van Ditvoorst
Adriaan Ditvoorst werd in 1940 geboren in Bergen op Zoom en groeide op in een katholiek gezin. Zijn jeugd werd vooral getekend door de plotselinge dood van zijn vader, die in 1950 bij een auto-ongeluk om het leven kwam. De dood en het katholicisme zouden tot de belangrijkste kenmerken binnen Ditvoorsts oeuvre behoren. 
Van 1952 tot 1958 volgde Ditvoorst het gymnasium, waarna hij als tekenaar bij een reclamebureau ging werken. Van 1960 tot 1962 zat hij in militaire dienst. In 1962 deed hij, nog gekleed in legeruniform, toelatingsexamen bij de Amsterdamse Filmacademie. Ditvoorst zei hierover: "Ik had in die tijd weinig te doen, ik verveelde me en ik vond van mezelf dat ik maar een opleiding moest kiezen. Ik koos voor de filmacademie, omdat ik film wel leuk vond, het was in mijn ogen niet zozeer een kunstvorm op zich, maar meer een mengsel van meerdere kunstvormen door elkaar. Ik had nog nooit een filmcamera aangeraakt." 
Ditvoorst geloofde dat film een mengsel van poëzie en schilderkunst was. Poëzie, omdat je een sfeer moet creëren die de emoties van de kijker raakt. Goede films waren, in de ogen van Ditvoorst, altijd onduidelijke films die gevoelens oproepen aan de hand van beelden. "De beelden in een film zijn wat woorden voor een gedicht betekenen", zei Ditvoorst. "Net als bij schilderkunst moet je bij een film elk shot componeren. Iedere beeld moet een enorme kracht uitstralen en de kijker raken."
Ditvoorsts ambities waren oneindig, de regisseur zei hierover: "Voor mij is film een kwestie van afrekenen. Mijn opgekropte gevoelens, emoties en belevenissen moet ik kunnen uiten in mijn films, over ieder probleem of ieder vraagstuk zou ik een film willen maken. Ik wil zoveel, ik zou drieduizend films willen maken." Ditvoorst was een groot bewonderaar van de Nouvelle Vague, een Franse filmstroming die in de jaren 60 populair was. Net als de aanhangers van deze filmstroming geloofde Ditvoorst dat een regisseur de auteur van een film is. Dit was dan ook de reden dat hij al zijn films zelf schreef en regisseerde en altijd 100% artistieke vrijheid van de producent eiste. 

### Films
Na de filmacademie debuteerde Ditvoorst in 1965 met Ik kom wat later naar Madra, een 22 minuten durende surrealistische film. Madra liet meteen de eigenzinnige regiestijl van Ditvoorst zien en de film trok internationale aandacht. De film won prijzen op filmfestivals en internationale regisseurs als Jean-Luc Godard, Bernardo Bertolucci en Pier Paolo Pasolini omschreven Ditvoorst als het grootste talent dat Nederland te bieden had. 
Meteen hierna begon Ditvoorst te werken aan zijn eerste lange speelfilm, Paranoia gebaseerd op de roman van W.F. Hermans. Deze psychologische thriller uit 1968 werd geprezen door critici, maar was een commerciële flop.
Het gevolg was dat zijn carrière meteen alweer spaak liep. De regisseur zag zich gedwongen tot het maken van opdrachtfilms en in 1969 begon hij te werken aan een documentaire over het carnaval in Bergen op Zoom. Ditvoorst wist stiekem wat van het budget achterover te drukken en van dat geld maakte hij de korte film Antenna, die hij gelijktijdig opnam. Deze beide films konden het publiek ook niet bekoren. 
In 1970 maakte hij de korte film De Val en in 1973 verscheen De Blinde Fotograaf, een verfilming van een kort verhaal van W.F Hermans. In 1975 kwam weer een lange speelfilm van hem uit: Flanagan. Deze film was overigens het enige teken van aanpassing in Ditvoorst carrière. Met deze conventionele misdaadthriller had Ditvoorst eieren voor zijn geld gekozen, de film was duidelijk gericht op een breed publiek en aanzienlijk laagdrempeliger dan de rest van zijn oeuvre. Maar Flanagan flopte ook. 

### Neergang
Deze flop moet het keerpunt in Ditvoorst leven zijn geweest. De regisseur besefte dat zijn droom, een groot kunstenaar worden, nooit zou uitkomen. Ditvoorst raakte verslaafd aan alcohol en zijn relatie liep op de klippen. De werkloze regisseur leidde een kluizenaarsbestaan op een zolderkamer nabij het Vondelpark. Alleen 's nachts kwam hij nog buiten om naar de kroeg te gaan. 
In het Amsterdamse uitgaansleven kwam Ditvoorst een drugsdealer en pornoproducent tegen, die zijn fascinatie voor de surrealistische komedies deelde. Samen besloten ze een maatschappijkritische satire te maken. Deze film De Mantel der Liefde geheten, was Ditvoorsts uiting van woede en wanhoop. Op agressieve wijze, met veel absurditeit en zwarte humor, wordt de Nederlandse samenleving totaal de grond in geboord. Vooral de filmindustrie moest het ontgelden. Ook deze film was een flop.
Ditvoorsts leven werd alsmaar pessimistischer en eenzamer. De regisseur maakte nog snel even in 1981 een registratie van het toneelstuk Lucifer, van Joost van den Vondel, maar verder was hij al die tijd werkloos. De regisseur deed zich tegoed aan drugs en ging veel met radicale jongeren om. Hij kwam in het milieu van krakers, skinheads en punkers in de hoop dat zij, als jongeren, hoop voor de toekomst hadden. De leefomgeving inspireerde Ditvoorst tot het maken van zijn laatste film. De witte waan (1984) een film die gezien kan worden als zijn filmisch testament.
Dit psychologische drama gaat over de relatie tussen een drugsverslaafde kunstenaar en zijn moeder (een aan lager wal geraakte actrice) en eindigt met de zelfmoord van hen beiden. 
Drie jaar later maakte Ditvoorst een einde aan zijn leven. Hij keerde terug naar zijn geboorteplaats Bergen op Zoom en verdronk zich daar in de Schelde. 
In 1992 maakte Thom Hoffman, hoofdrolspeler uit De witte waan, een documentaire over Ditvoorsts leven.

## De filmstijl
De films van Adriaan Ditvoorst zijn, wat verhaal of genre of uiterlijk erg verschillend, maar toch heel herkenbaar. Dit komt doordat de regisseur zowel inhoudelijk als visueel een heel duidelijk herkenbare stijl heeft, hierna volgen de belangrijkste kenmerken. 

### Inhoudelijke kenmerken
1. De hoofdpersoon is in alle films min of meer hetzelfde. Dit is een eenzame antiheld, die vervreemd is van de rest van de wereld. De hoofdpersoon wil een doel bereiken maar faalt hier altijd in. Vaak is dit doel vrijheid en ongebondenheid. De persoon moet vaak kiezen tussen goed en kwaad en kiest dan het verkeerde. Altijd ondergaan de personages een negatieve psychische transformatie.
2. De schuldigen die de hoofdpersoon laten mislukken zijn altijd hetzelfde: de bureaucratie, de bourgeoisie, de staat en de religieuze instanties. Zij zijn altijd machtiger dan de hoofdpersoon.
3. Hoewel religieuze instanties verafschuwd worden zitten de films wel vol spiritualiteit. De hoofdpersoon ondergaat een geloofscrisis, is op zoek naar de betekenis van het bestaan, een doel in zijn leven enz. met veel verwijzingen naar God, religie of andere spirituele zaken.
4. De hoofdpersoon wordt altijd omgeven door rare personages in de bijrollen. Dit zijn gekke, vaak komische types die de sfeer extra bizar maken.
5. De visie op de wereld is altijd extreem pessimistisch
6. Absurde zwarte humor
7. Satirische maatschappijkritiek. Ditvoorst vond dat een film altijd iets moest zeggen van de huidige situatie in een land.
8. Eigenlijk gaan alle films gewoon over Ditvoorst zelf. Filmen is afrekenen zei hij altijd. Al zijn films zijn persoonlijke expressies en doorspekt met autobiografische elementen.

### Visuele kenmerken
1. Alle films van Ditvoorst hebben iets surrealistisch. Dingen die er heel normaal uitzien worden zo gefilmd dat ze bizar worden, alledaagse gebeurtenissen worden uit hun verband gerukt en heel vreemd afgebeeld. De sfeer is onwerkelijk. Droom en werkelijkheid lopen door elkaar.
2. Alle films zijn heel barok versierd en er wordt vaak gebruikgemaakt van klassieke muziek.
3. Zijn films hebben een minimum aan dialoog en Ditvoorst gebruikte vaak non-acteurs. De emoties en gevoelens worden uitgedrukt door de beelden, montage, muziek, symboliek en decors. Dit expressionisme heeft Ditvoorst gemeen met het werk van Andrej Tarkovski.
4. Een minimalistische vertelstructuur. Ditvoorst laat graag zo min mogelijk zien en speelt met de suggesties van de kijker. Dingen worden buiten beeld gelaten en de geluidsband speelt een grote rol. Vaak met zo min mogelijk beelden zo veel mogelijk laten zien. Dit is overeenkomstig met Robert Bresson.
5. Melancholie speelt altijd een grote rol. Zijn films staan bol van mensen die op zoek gaan naar de sporen van hun jeugd, vrijwel iedere film bevat beelden van vervallen huizen, foto's van vroeger of andere melancholische symboliek. Vaak is deze melancholie erg pessimistisch: het gaat over verval.
6. Dromen en flashbacks komen vaak voor, ook al heeft de kijker dat niet altijd in de gaten.
7. Ditvoorst citeert en verwijst graag naar kunst of filosofie in zijn films. De personages praten over kunst, kijken naar kunst of er is kunst te zien. Uitspraken van beroemde filosofen worden geciteerd, klassieke muziek komt op de geluidsband voor of de kamer staat vol met kunstwerken.

## Filmografie
- Ik kom wat later naar Madra (1965)
- Paranoia (1967)
- Carna (1969)
- Antenna (1970)
- De Val (1970)
- De Blinde Fotograaf (1973)
- Flanagan (1975)
- De Mantel der Liefde (1978)
- Lucifer (1981)
- De Witte Waan (1984)